# Lyconus pinnatus
Lyconus pinnatus — вид тріскоподібних риб родини Хекові (Merlucciidae).

## Поширення
Риба поширена на півдні  Атлантики. Голотип був узятий з середини океану. Можливо має циркумантарктичне поширення.

## Опис
Риба виростає завдовжки до 35 см.

## Спосіб життя
Молодь була знайдена на глибині 150—700 м; дорослі мешкають на континентальному шельфі та підводних горах. Біологія виду погано вивчена, це рідкісний вид.